# Frigyes Karinthy

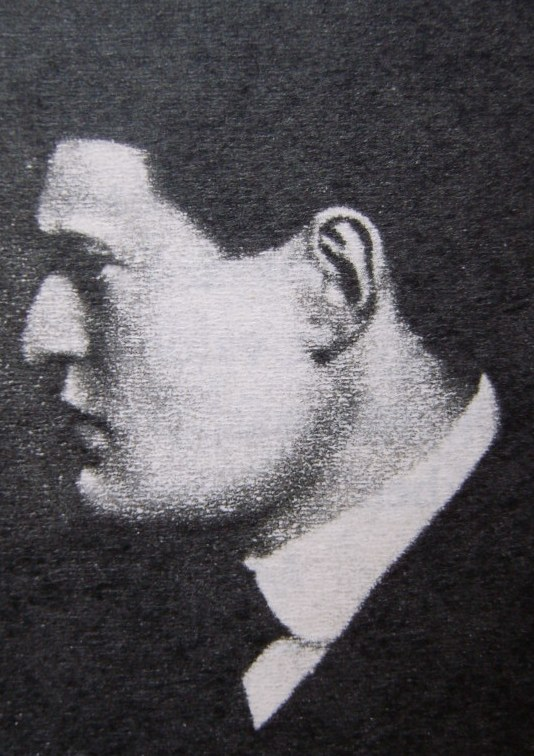
Frigyes Karinthy

Frigyes Karinthy (pełne nazwisko Frigyes Ernő Karinthy, ur. 25 czerwca 1887 w Budapeszcie, zm. 29 sierpnia 1938 w Siófoku) – węgierski pisarz, poeta i tłumacz. Ojciec Ferenca Karinthiego.

## Życiorys
Jego ojciec, József Karinthi (1846–1921), był wykształconym urzędnikiem, jednym z założycieli Węgierskiego Towarzystwa Filozoficznego (Magyar Filozófiai Társaság). W 1874 roku zmienił nazwisko z Kohn na Karinthi.
Wraz z żoną oraz czterema córkami przeszedł na religię ewangelicką 3 stycznia 1886 roku. Dwóch ich synów urodziło się już jako chrześcijanie. Po śmierci żony Karoliny Engel (1850–1895) Karinthi sam wychowywał swoich sześcioro dzieci.
Frigyes Karinthy zaczął pisać w latach 1898–1900. Powstały wówczas utwory sceniczne, opowiadania przygodowe, wierszowane bajki, a także dziennik. Miał piętnaście lat gdy czasopismo Magyar Képes Világ zamieściło w odcinkach powieść Nászutazás a Föld középpontján keresztül (Podróż poślubna przez środek ziemi).
Po maturze podejmuje studia matematyczno-fizyczne, chodzi też na wykłady na wydziale humanistycznym oraz na chirurgii. Choć nie udało mu się zdobyć dyplomu przez całe życie interesował się nauką (według pisarza Andora Bajora „wierzył w siłę rozumu, co więcej, można powiedzieć, że ślepo wierzył, że ślepota jest przemijającym zjawiskiem”).
W 1906 roku został współpracownikiem czasopisma Az Újság. Z tego okresu pochodzi jego legendarna przyjaźń z Dezső Kosztolányim. W następnych latach jedna za drugą pojawiają się jego nowele, parodie i humoreski w różnych budapeszteńskich czasopismach, ale popularność przyniósł mu dopiero wydany w 1912 roku tom parodii pt. Így írtok ti (Tak piszecie).
W 1914 roku poślubił aktorkę Etel Judik, z którą miał syna Gábora Karinthy, późniejszego poetę. Zmarła na hiszpankę w 1918 roku. Powtórnie ożenił się w 1920 roku biorąc za żonę Arankę Böhm. Z tego małżeństwa pochodzi drugi jego syn Ferenc Karinthy (Cini), pisarz.
Za swego mistrza uważał Jonathana Swifta. Jego powieści Utazás Faremidóba (Podróż do Faremido) oraz Capillária (Kapilaria) noszą podtytuł Gulliver ötödik és hatodik utazása (Piąta i szósta podróż Guliwera).
Jego nazwisko łączy się z szeregiem tłumaczeń na węgierski (w pierwszym rzędzie Kubuś Puchatek) choć prawdopodobnie część tych tłumaczeń, lub przynajmniej surowych przekładów, wykonała jego siostra Emília Karinthy.
Nowela z 1929 roku pt. Láncszemek (Ogniwa łańcucha) kładzie fundament pod teorię sześciu stopni oddalenia.
W 1936 przechodzi w Sztokholmie operację usunięcia guza mózgu, którą przeprowadza Herbert Olivecrona. Napisze później na ten temat powieść pt. Podróż wokół mojej czaszki (Utazás a koponyám körül). Umiera w 1938 roku na wylew krwi do mózgu.

## Twórczość
Najbardziej znanymi utworami Karinthyego stały się literackie karykatury Így írtok ti (Tak piszecie) oraz obrazki z życia ucznia Panie profesorze... (Tanár úr kérem). Jego osiągnięcia sięgają jednak daleko poza te dzieła.
Od młodości interesował się nauką. Jako jeden z pierwszych Węgrów wsiadł do samolotu z Viktorem Wittmanem. Po tragicznej śmierci Wittmana napisał jego biografię.
Pierwsze sukcesy literackie odniósł w dzieciństwie. Napisaną pod wpływem Juliusza Verne’a powieść pt. Nászutazás a Föld középpontján keresztül (Podróż poślubna przez środek ziemi) wydano mu w wieku lat dwunastu.
Jego sławę ugruntowały literackie karykatury i humoreski wydawane w pismach humorystycznych z przełomu dziewiętnastego i dwudziestego wieku. Nigdy ich się nie wyrzekł, ale w wielu jego wypowiedziach i tekstach wyczuwa się gorycz, że z powodu swoich humorystycznych tekstów nie brano go poważnie, nie zajmowano się jego poglądami filozoficznymi i politycznymi. Pisze o tym m.in. w noweli pt. A cirkusz (Cyrk).
Pisał głównie dla gazet. Jest autorem ponad pięciu tysięcy artykułów, wśród nich reportaży, korespondencji, dzienników podróży, esejów filozoficznych, analiz literackich, komentarzy politycznych i niezliczonych humoresk.
W powieściach zajmuje się głównie relacjami między kobietami i mężczyznami, przede wszystkim w pisanych jako kontynuacja Podróży Guliwera Utazás Faremidóba (Podróż do Faremido) oraz Capillária (Kapilaria). Najpopularniejszą powieścią stała się jednak Podróż wokół mojej czaszki (Utazás a koponyám körül), w której pisze o wydarzeniach wiążących się z jego nowotworem mózgu. W książce opisuje myśli i odczucia jakie miał podczas operacji mózgu, dlatego też książka stała się znana również w międzynarodowym środowisku lekarskim.
W nowelach dużo zajmuje się problemami relacji międzyludzkich i miłosnych, nierównością kobiet i mężczyzn. Głównym tematem jest cierpienie, oportunizm, nieudane próby samorealizacji bohatera. Poza tym pisał liczne opowiadania z dziedziny, jakby to dziś zaklasyfikowano, science-fiction.
Był odnoszącym sukcesy autorem szeregu sztuk teatralnych, głównie jednoaktowych komedii. Napisał jednak też pełne komedię pt. Földnélküly János, A nagy ékszerész (János Bezziemny, wielki jubiler) oraz dramat Holnap reggel (Jutro rano). Jego zebrane utwory sceniczne wypełniają trzy tomy.
Jego tłumaczenia i dziś są znane, głównie Kubuś Puchatek, humoreski Leacocka oraz Przygody Tomka Sawyera.
Choć wielokrotnie określał się jako poetę napisał stosunkowo mało wierszy. Wśród nich dominują wolne wiersze mające formę długich, pozbawionych interpunkcji strumieni myśli.

## Utwory
- Utazás a Merkurba, powieść, 1898-1900
- Nászutazás a Föld középpontján keresztül, powieść, 1902
- Így írtok ti, parodie, 1912
- Esik a hó, nowele, 1912
- Ballada a néma férfiakról, nowele, 1912
- Együgyű lexikon, 1912
- Görbe tükör, humoreski, 1912
- Találkozás egy fiatalemberrel, nowele, 1913
- Grimasz, nowele, 1914
- Két hajó, nowele
- Legenda az ezerarcú lélekről, nowele
- Beszéljünk másról, szkice
- Ó, nyájas olvasó, szkice
- Aki utoljára nevet, szkice
- Így láttátok ti, parodie
- Tanár úr kérem, parodia literacka, 1916, przekład na polski pt. Panie profesorze..., 1959
- Holnap reggel, dramat
- Utazás Faremidóba, powieść
- Krisztus vagy Barabbás, opowiadania, 1918
- Bűvös szék, dramat, 1918
- Viccelnek velem
- Ne bántsuk egymást, humoreski, 1921
- Hököm-színház, sceny, 1921
- Jelbeszéd, nowele, 1921
- Gyilkosok, nowele, 1921
- Capillária, powieść, 1921
- Kötéltánc, powieść
- Nevető dekameron, eseje
- Ki kérdezett?, eseje
- Minden máskép van, szkice
- Nem mondhatom el senkinek, wiersze
- A delejes halál, zbiór noweli science-fiction, 1926
- Hasműtét, nowele
- 100 új humoreszk
- Még mindig így írtok ti, karykatury literackie
- Barabás, nowele
- Nevető betegek
- Mennyei riport, powieść, 1937
- Utazás a koponyám körül, powieść, 1937, przekład na polski pt. Podróż wokół mojej czaszki, 2008
- Üzenet a palackban, wiersze, 1938

### Współautor
- Polgári kiáltvány a társadalom megmentéséről, 1937

## Utwory, na podstawie których powstały filmy
- Mágia (1917) reżyseria Sándor Korda
- Barátságos arcot kérek (1935) reżyseria László Kardos
- Tanár úr, kérem (1956) reżyseria Frigyes Mamcserov
- Utazás a koponyám körül (1970) reżyseria György Révész
- Holnap reggel (1970) reżyseria Jenő Horváth
- A Nagy Ékszerész (1978) reżyseria Márton Karinthy
- 1 és a semmi (2004) (nowela filmowa) reżyseria Péter Molnár
- Utazás a koponyám körül (2005) autorstwa Chi Recordings
- Lux úr szabadalma (2006) (nowela filmowa) reżyseria Marcell Gerő

## Audiobooki
- Az emberke tragédiája és más íráskák
- Így írtok ti
- Tanár úr kérem
- Utazás a koponyám körül

## Przekłady
- Charles Dickens: Két város regénye (org. A Tale of Two Cities)
- Heinrich Heine: Mit nekem már cifra zsoltár… (org. Laß die heil'gen Parabolen)
- Stephen Leacock: Rosszcsirkeff Mária és társai
- Stephen Leacock: Gertrúd, a nevelőnő (org. Gertrude the Governess)
- A.A. Milne: Micimackó (adaptacja) (org. Winnie-the-Pooh)
- A.A. Milne: Micimackó kuckója (adaptacja) (org. The House at Pooh Corner)
- A.A. Milne: Micsoda négy nap! (org. Four days' wonder)
- Christian Morgenstern – wiersze
- Luigi Pirandello: Hat szerep keres egy szerzőt (org. Sei personaggi in cerca d'autore)
- Jonathan Swift: Gulliver utazásai (org. Gulliver's travels)
- Mark Twain: Tom Sawyer kalandjai (org. The adventures of Tom Sawyer)
- Metta V. Victor: Egy komisz kölök naplója
- Franz Wedekind – nowele